# Doctor Doctor
«Doctor Doctor» — пісня британського хард-рок гурту UFO, написана гітаристом групи Міхаелем Шенкером та вокалістом Філом Моггом. Вона був випущений як сингл з альбому Phenomenon в 1974 році.
Після випуску пісня не увійшла до UK Singles Chart, але потрапила на 97 місце в австралійльські чарти. Концертний запис з альбому Strangers in the Night 1979 року був випущений як сингл і потрапив на 35 позицію в UK Singles Chart. У 2010 році концертна версія з Вінні Муром була включена в збірку Best of a Decade.
Британський хеві-метал гурт Iron Maiden випустив кавер на «Doctor Doctor» як бі-сайд синглу «Lord of the Flies» у 1995 році. Кавер-версія також включена до бокс-сету Eddie's Archive.

## Чарти
| Chart (1979)                              | Peak Position |
| ----------------------------------------- | ------------- |
| Велика Британія (Official Charts Company) | 35            |

## Зовнішні посилання
- Текст цієї пісні на genius.com
- Концертне відео Doctor Doctor на YouTube